# Pitfall!
El Pitfall! és un videojoc creat per Activision per a l'Atari 2600 el 1982. És el segon videojoc més venut per a l'Atari 2600, amb més de 4 milions de còpies venudes.

## Jugabilitat i argument
El jugador ha de maniobrar un personatge (en Pitfall Harry) a través d'un laberint, en un intent per recuperar 32 tresors dins un període de 20 minuts. Al llarg del camí, hi ha nombrosos perills, incloent pous, sorres movedisses, elements rodants, el foc, serps, escorpins i cocodrils. En Harry pot saltar per sobre o evitar aquests obstacles grimpant, córrer, o fer rebotar en una vinya. El tresor inclou barres d'or i plata, anells de diamants, i les bosses de diners. A la selva hi ha un túnel que en Harry pot accedir a través d'escales en diversos llocs. Això és necessari per evitar algunes superfícies que no tenen cap manera de travessar-los. Els túnels estan plens de carrerons sense sortida bloquejats per parets de maó, la qual cosa fa obligar el retorn del jugador a la superfície a través de les escales, i tractar de trobar d'alguna maneera evitar-ho. Els túnels també contenen tresors per recollir però també escorpins, que en Harry ha d'evitar.

### Puntuació
El jugador comença amb 2.000 punts i té tres vides per completar el repte en un temps límit de 20 minuts. Cada tresor adquirit varia en els punts:
- Bossa de diners: 2.000 punts
- Barra de plata: 3.000 punts
- Barra d'or: 4.000 punts
- Anell de diamants: 5.000 punts

Hi ha vuit de cada tresor. La puntuació perfecta, amb els 32 tresors sense perdre punts és de 114.000.
Els punts es redueixen ja sigui per caure en un forat (100 punts) o entrar en contacte amb els elements rodants o fixos, la pèrdua de punts depèn de quant temps es fa contacte amb els elements.
El jugador perd una vida si en Harry entra en contacte amb qualsevol obstacle (amb excepció dels elements rodants, vegeu més amunt) o caure en un pou de brea, sorres movedisses, pou d'aigua, o la boca d'un cocodril.
El joc acaba quan un dels 32 tresors han estat recollits, les tres vides s'han perdut, o s'esgoti el temps.

## Història i desenvolupament
El Pitfall! va ser creat per David Crane, un programador que va treballar per Activision a principis de la dècada de 1980. En el novembre de 2003, en una entrevista d'Edge, ell va descriure que en el 1979, va desenvolupar la tecnologia per mostrar un personatge petit realístic corrent i en el 1982 estava buscant un videojoc adequat per utilitzar-lo:
| « | Em vaig asseure amb un full de paper en blanc i vaig dibuixar una figura en forma de pal en el centre. Vaig dir “D'acord, tinc un petit home corrent i el deixem en el camí [dibuixem dues línies en el paper]. On és el camí? Anem a posar-lo en una selva [dibueixem alguns arbres]. Per què està corrent [dibuixem tresors per recollir, enemics a evitar, etc.]?" I en Pitfall! va néixer. Tot aquest procés va portar uns deu minuts. Al voltant de 1.000 hores de programació més tard, el joc ja estava complet. | » |

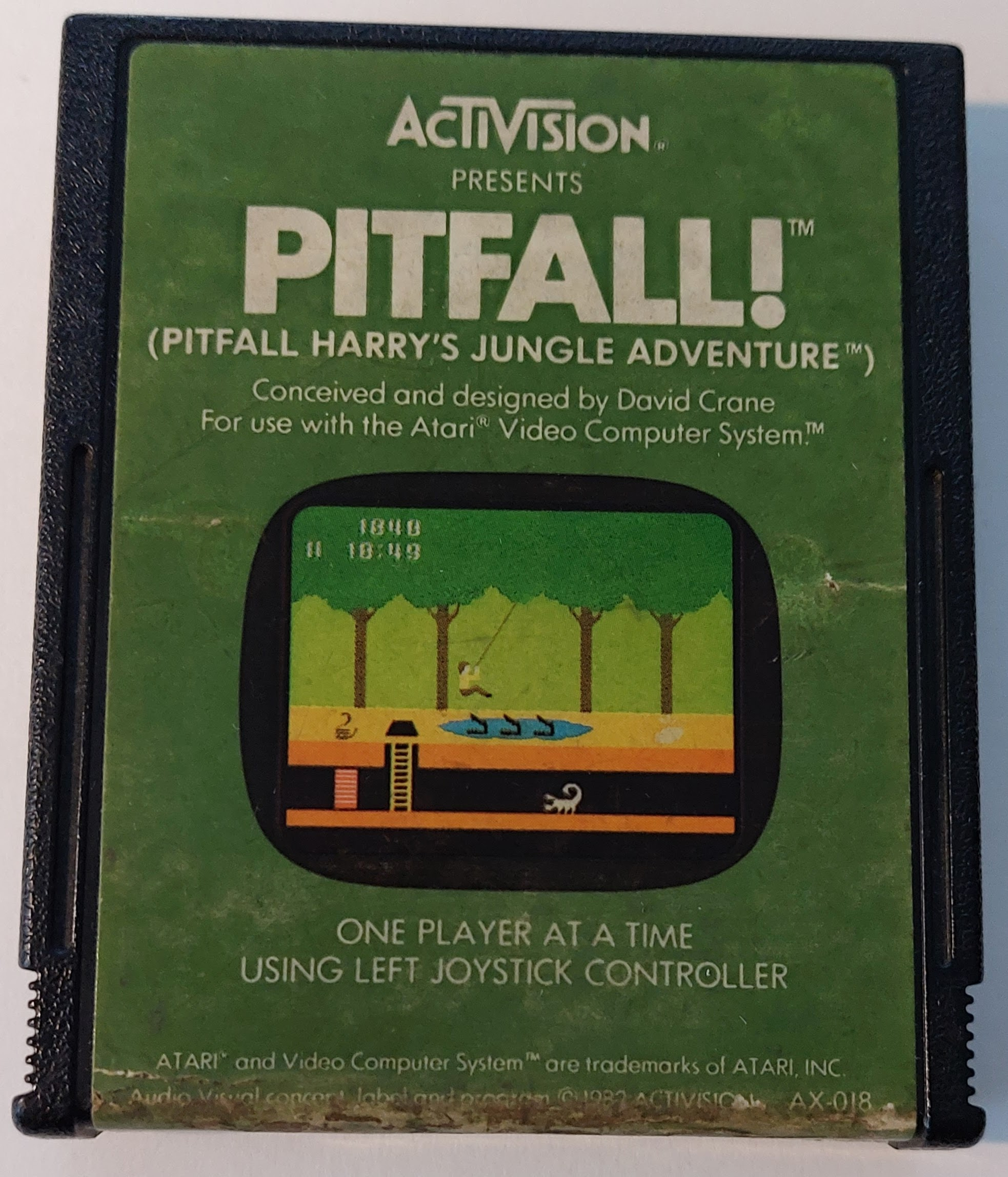
Cartutx del joc Pitfall! per a l'Atari 2600

Els seus assoliments tècnics es van incloure la imatge no intermitent (non-flickering en anglès), multicolor, dibuixos animats en forma de sprites i la introducció del "scroll" (moviment) en un sistema amb maquinari de gràfics notòriament primitiu. Les innovadores tècniques s'utilitzen per mantenir l'espai de codi dins del límit de 4k, incloent-hi els polinomis per crear 256 pantalles en 50 bytes de codi. La "bala"d'Atari s'utilitzava per dibuixar la vinya en una resolució més alta del que es permet amb sprites.
El Pitfall! va ser un gran èxit per la 2600. Es van fer diverses versions per a sistemes informàtics (com el Commodore 64, l'Atari 800, i el TRS-80 Color Computer), com també per a consoles domèstiques (com el ColecoVision i el Intellivision).